# Christian Wildenradt Frieboe
Christian Wildenradt Frieboe (omkring 1732 – 8. april 1806 i Randers) var en dansk officer, far til Frederik Caspar Conrad Frieboe.
Han var sandsynligvis en søn af kaptajn Hans Frieboe, der 1725 blev chef for Ods Herreds kompagni af nordre sjællandske nationale Regiment, og en dattersøn af assessor Christian Wildenradt til Anneberggård og Ellingegård. Han blev 1756 fændrik, 1758 sekondløjtnant i Kongens Livregiment til Fods, men overgik 1760 som premierløjtnant til 2. jyske Kavaleriregiment og fik 1762 ritmesters karakter. 1770 blev han sekondkaptajn i regimentet – nu sjællandske Dragoner -, avancerede til major ved hofrevolutionen 1772, blev generaladjudant 1774, oberstløjtnant 1781, oberst 1789, chef for jyske Regiments lette Dragoner 1797 og generalmajor 1801.
Frieboe var en hæderlig og retsindig mand og dygtig officer; det af ham kommanderede regiment fremhæves gentagne gange af kronprinsen som værende i fortrinlig orden. Han ægtede 1766 Anne Brasch (døbt i Køge 11. december 1745, død 22. maj 1820), datter af birkedommer og godsforvalter Abraham Brasch (død. 1759) og Charlotte Elisabeth f. Bartholdy (død 1786).